# Свіфт західний
Свіфт західний (Cypseloides niger) — вид невеликих птахів родини серпокрильцевих (Apodidae). Поширений в Північній Америці.

## Поширення
Відомо, що вид розмножується в західній частині Північної Америки, від південної Аляски та західної Канади до південного заходу США та центральної Мексики, а також на південь через Центральну Америку до Коста-Рики та Панами. Вид також трапляється у Вест-Індії.

## Підвиди
Виділяють три підвиди:
- C. n. borealis (Kennerly, 1858) — південний схід Аляски до південного заходу США;
- C. n. costaricensis Ridgway, 1910 — від центральної Мексики до Коста-Рики;
- C. n. niger (Gmelin, JF, 1789) — Вест-Індія і Тринідад.

## Опис
Серпокрилець має насичено-сірувато-коричневий верх голови та задньої шиї, що тьмяніє до сажево-чорного на спині та інших верхніх частинах (крила та хвіст мають атласно-блакитний відтінок). Підборіддя та горло мають світліший сірувато-коричневий колір, який на нижній частині тіла та криючих покривах під хвостом стає темнішим. Пір'я на лобі та тім'я мають сірувато-білий вузький кінчик, причому ці кінчики набагато ширші з боків чола та зливаються в чітку білувату ділянку, що межує з верхнім краєм чорної лобової області. Пір'я під покривом крил дуже тонко окантовані блідо-сірим. Дзьоб чорний, ноги темні, очі темно-коричневі.

## Спосіб життя
Свіфт західний постійно перебувє у польоті. Поїдає літаючих комах, переважно літаючих мурашок і жуків, часто шукаючи їжу невеликими групами. Середовище розмноження часто пов'язане з водою. Птахи найчастіше гніздяться на високих скелях, або над океанським прибоєм, або позаду чи поруч з водоспадами. Гніздо робиться з гілок і моху, склеєних тином. Вони також використовуватимуть папороті та морські водорості, якщо вони доступні. Розмір кладки — одне яйце, інкубація триває 23-27 днів. Щойно народжених пташенят годують кілька разів на день, але старших пташенят зазвичай лише один раз на день кожен з батьків, найчастіше в сутінках. Дорослі особини ночують на місці гнізда або поблизу нього.